# Verbena paulensis
Verbena paulensis — вид трав'янистих рослин родини Вербенові (Verbenaceae), ендемік Бразилії.

## Опис
Трава з дерев'янистою основою до 200 см заввишки, волосата, стебла вертикальні. Листки сидячі, листові пластини 15–25×12–22 мм, цілісні, яйцюваті, щільно волосаті на обох поверхнях, верхівка гостра або тупа, основа урізана, поля нерегулярно зубчасті.
Суцвіття — щільні багатоквіткові колоски, збільшені в плодоношенні. Квіткові приквітки 6–8 мм, волосаті, вузько яйцюваті з гострою верхівкою. Чашечка довжиною 9 мм, густо волосиста, гострі зубчики 1–2 мм. Віночок фіолетовий, 10–11 мм, зовні війчастий.

## Поширення
Ендемік Бразилії, штату Сан-Паулу.
Населяє в основному порушені площі до 2000 м.